# ホワイトリーフクロス

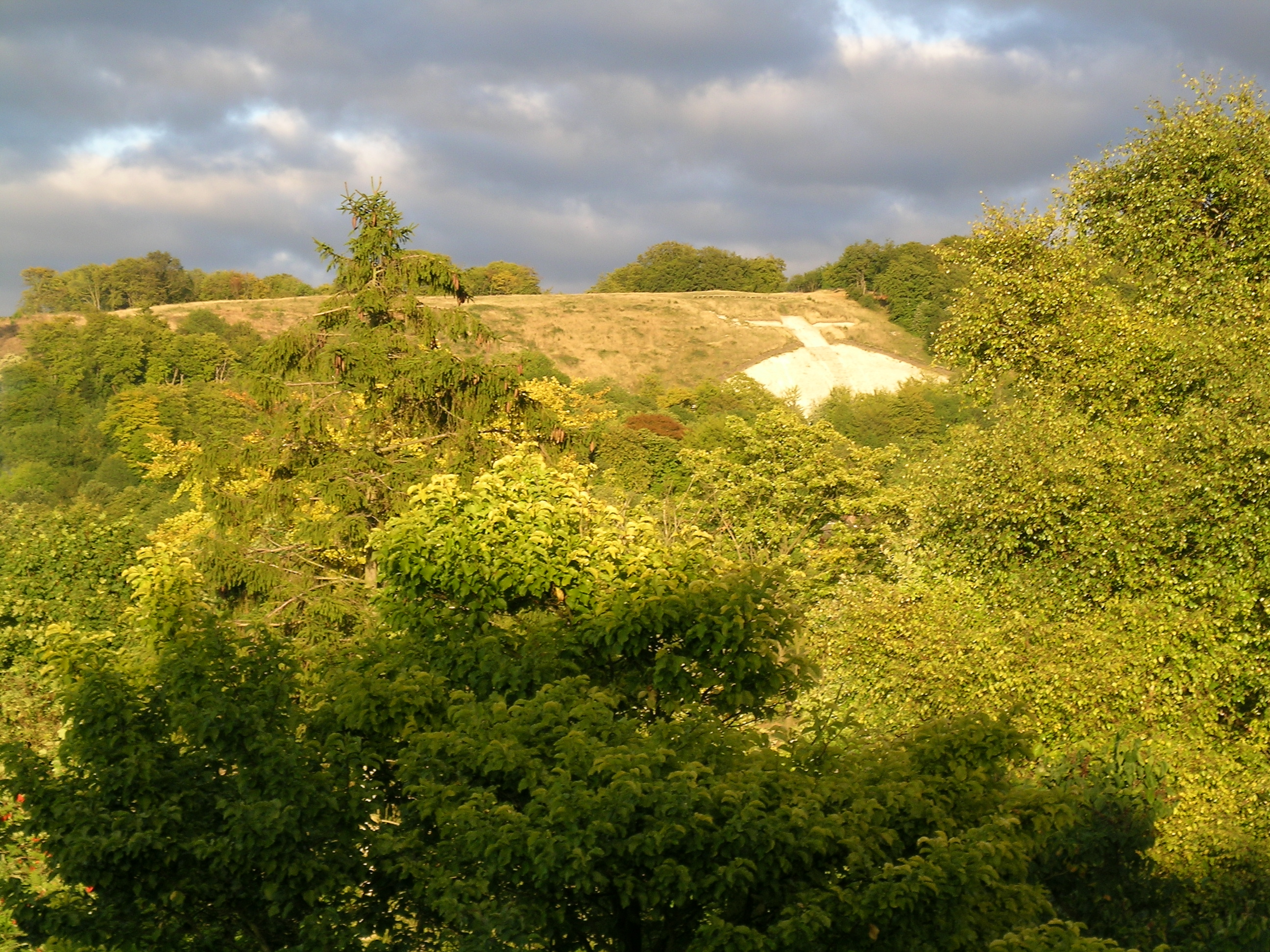
下から見たホワイトリーフ・クロス

ホワイトリーフ・クロス（Whiteleaf Cross）は、バッキンガムシャー州、プリンセス・リズバラ近くのホワイトリーフ・ヒルにある、三角形の基部を持つ十字形のチョークでできた丘に刻まれたものです。

## 解説
それは村の東にある道路の上に位置しており、その名前は18世紀に「ホワイト・クリフ」の形で初めて見られ、それは白いチョークの崖を指しています。おそらくその崖は自然の形成物で、クロスよりも古いものです。
クロスの起源と日付は不明です。フランシス・ワイズは1742年にそれを古代のものとして言及しましたが、それ以前の言及は見つかっていません。クロスは1700年以前の地域の説明には一切登場しませんでした。
1839年9月23日に完了したパリッシュの共有地を囲むための法令において、モンクス・リズバラの教区内にある古代の記念碑またはランドマークであるホワイト・クリフ・クロス（White Cliffe Cross）を保存するために、特に次のように規定されました。委員会は、クロス自体と、それを取り囲む土地のうち、委員会の判断により同じを目立たせるために必要かつ十分なものとされる土地を、荘園の領主に割り当てなければならず、それは植栽や囲い込みをされず、永遠に開かれたままであるべきです。領主はそれを新たに作り直し、修理する責任がありました。結局、委員会はこの目的のために7エーカー（28,000 m2）の土地を割り当てました。
18世紀以降に出版された様々な本は、クロスの起源に関して憶測を呈していますが、それを裏付ける証拠はないままです。理論には、サクソン人がデーン人に対する勝利を祝うもの、後にキリスト教化された男性器の象徴、（存在しない）中世修道院への案内標識、市民戦争の際に暇つぶしをしていた兵士たち、そして村のクロスに代わる17世紀のものなどが含まれています。
ポール・ナッシュの絵画に描かれ、1922年のものは英国評議会のコレクションに、1931年のものはマンチェスターのウィットワース・アート・ギャラリーに収められています。
クロスの他にも、ホワイトリーフ・ヒルには新石器時代の墳丘があります。この墳丘はクロスの近くに位置していますが、それとは繋がりがある可能性は非常に低いです。
クロスは、11ヘクタール（27エーカー）のホワイトリーフ・ヒル・ネイチャーリザーブの一部として、県によって保護されています。